# Pediasia amandasella
Pediasia amandasella là một loài bướm đêm trong họ Crambidae.